# Kanton Dun-sur-Auron
Der Kanton Dun-sur-Auron ist ein französischer Wahlkreis im Département Cher und in der Region Centre-Val de Loire. Er umfasst 32 Gemeinden im Arrondissement Arrondissement Saint-Amand-Montrond. Im Rahmen der landesweiten Neuordnung der französischen Kantone wurde er im Frühjahr 2015 erheblich erweitert.

## Gemeinden
Der Kanton hat 34.315 Einwohner (Stand: 1. Januar 2022) auf einer Fläche von 128,60 km²:
| Gemeinde                | Einwohner 1. Januar 2022                 | Fläche km² | Dichte Einw./km²                            | Code INSEE | Postleitzahl |
| ----------------------- | ---------------------------------------- | ---------- | ------------------------------------------- | ---------- | ------------ |
| Arpheuilles             | 301                                      | 48,01      | 6                                           | 18013      | 18200        |
| Augy-sur-Aubois         | 284                                      | 30,46      | 9                                           | 18017      | 18600        |
| Bannegon                | 246                                      | 21,08      | 12                                          | 18021      | 18210        |
| Bessais-le-Fromental    | 293                                      | 25,75      | 11                                          | 18029      | 18210        |
| Bussy                   | 357                                      | 26,69      | 13                                          | 18040      | 18130        |
| Chalivoy-Milon          | 380                                      | 19,61      | 19                                          | 18045      | 18130        |
| Charenton-du-Cher       | 999                                      | 47,89      | 21                                          | 18052      | 18210        |
| Chaumont                | 46                                       | 2,11       | 22                                          | 18060      | 18350        |
| Cogny                   | 32                                       | 16,69      | 2                                           | 18068      | 18130        |
| Contres                 | 34                                       | 16,03      | 2                                           | 18071      | 18130        |
| Coust                   | 430                                      | 21,89      | 20                                          | 18076      | 18210        |
| Dun-sur-Auron           | 3.566                                    | 50,09      | 71                                          | 18087      | 18130        |
| Givardon                | 302                                      | 21,90      | 14                                          | 18102      | 18600        |
| Grossouvre              | 264                                      | 15,75      | 17                                          | 18106      | 18600        |
| Lantan                  | 95                                       | 13,36      | 7                                           | 18121      | 18130        |
| Le Pondy                | 154                                      | 6,63       | 23                                          | 18183      | 18210        |
| Mornay-sur-Allier       | 417                                      | 21,62      | 19                                          | 18155      | 18600        |
| Neuilly-en-Dun          | 225                                      | 29,46      | 8                                           | 18161      | 18600        |
| Neuvy-le-Barrois        | 147                                      | 41,98      | 4                                           | 18164      | 18600        |
| Osmery                  | Ungültiger Metadaten-Schlüssel 1.817.301 | 21,27      | Fehler im Ausdruck: Unerwarteter Operator < | 18173      | 18130        |
| Parnay                  | 50                                       | 17,28      | 3                                           | 18177      | 18130        |
| Raymond                 | 175                                      | 9,24       | 19                                          | 18191      | 18130        |
| Sagonne                 | 188                                      | 18,85      | 10                                          | 18195      | 18600        |
| Saint-Aignan-des-Noyers | 74                                       | 10,95      | 7                                           | 18196      | 18600        |
| Saint-Denis-de-Palin    | 278                                      | 30,51      | 9                                           | 18204      | 18130        |
| Saint-Germain-des-Bois  | 614                                      | 29,00      | 21                                          | 18212      | 18340        |
| Saint-Pierre-les-Étieux | 744                                      | 27,34      | 27                                          | 18231      | 18210        |
| Sancoins                | 2.941                                    | 53,52      | 55                                          | 18242      | 18600        |
| Thaumiers               | 392                                      | 27,33      | 14                                          | 18261      | 18210        |
| Vereaux                 | 137                                      | 22,96      | 6                                           | 18275      | 18600        |
| Vernais                 | 184                                      | 25,84      | 7                                           | 18276      | 18210        |
| Verneuil                | 35                                       | 11,04      | 3                                           | 18277      | 18210        |
| Kanton Dun-sur-Auron    | 14.623                                   | 782,13     | 19                                          | 1809       | –            |

1. ↑   Ohne die ehemalige Gemeinde Lugny-Bourbonnais, die gehört zum Kanton La Guerche-sur-l’Aubois.

Bis zur landesweiten Neuordnung der französischen Kantone im März 2015 gehörten zum Kanton Dun-sur-Auron die 12 Gemeinden Bussy, Chalivoy-Milon, Cogny, Contres, Dun-sur-Auron, Lantan, Osmery, Parnay, Raymond, Saint-Denis-de-Palin, Saint-Germain-des-Bois und Verneuil. Sein Zuschnitt entsprach einer Fläche von 260,81 km2. Er besaß vor 2015 den INSEE-Code 1812.

## Politik
| Vertreter im Departementrat | Vertreter im Departementrat     | Vertreter im Departementrat |
| Amtszeit                    | Namen                           | Partei                      |
| --------------------------- | ------------------------------- | --------------------------- |
| 2015–                       | Pascal Aupy Marie-Pierre Richer | UD                          |